# Castello di Veveří
Il castello di Veveří (in ceco: Hrad Veveří; in tedesco Burg Eichhorn) è un castello ducale e reale della Moravia, regione storica della Repubblica Ceca, circa 12 km a nord-ovest dell città di Brno (centro), sulla riva Svratka confinante con Veverská Bítýška.

## Storia

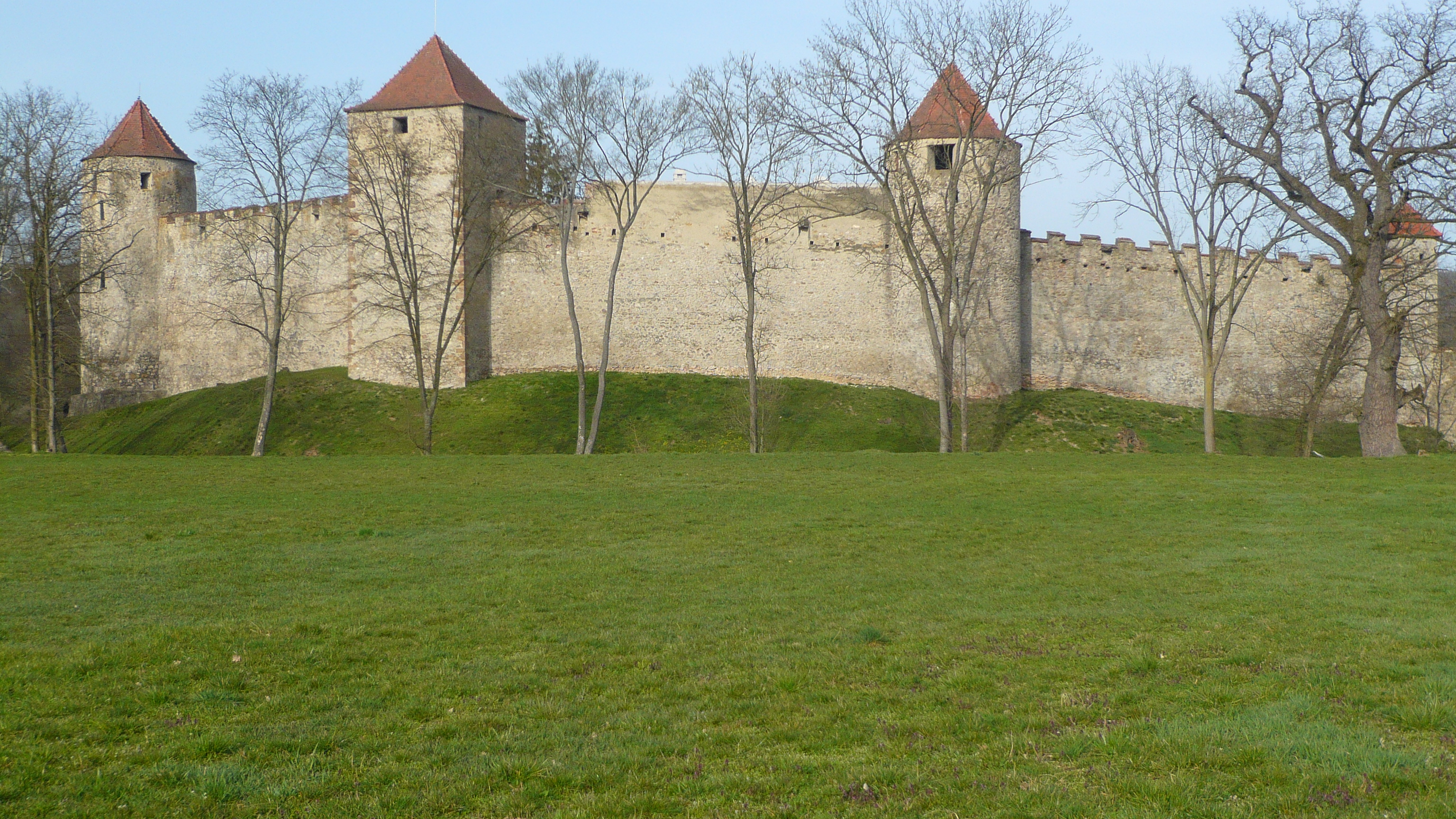
Veduta del castello.

Vladislao III Enrico di Boemia commissionò, nell'arco del suo poverno a capo del Regno di Boemia e Margraviato di Moravia, l'edificazione di vari castelli: tra questi spicca il complesso del Veveří, da lui voluto allo scopo primario di avere un luogo sicuro (controllo del territorio) al centro della Moravia.
La costruzione del castello prese avvio nel 1210 per ordine di Vladislao III Enrico e l'edificio era sostanzialmente terminato nel 1255, quando venne dedicata la cappella di San Procopio nel dongione.